# Marea criză economică

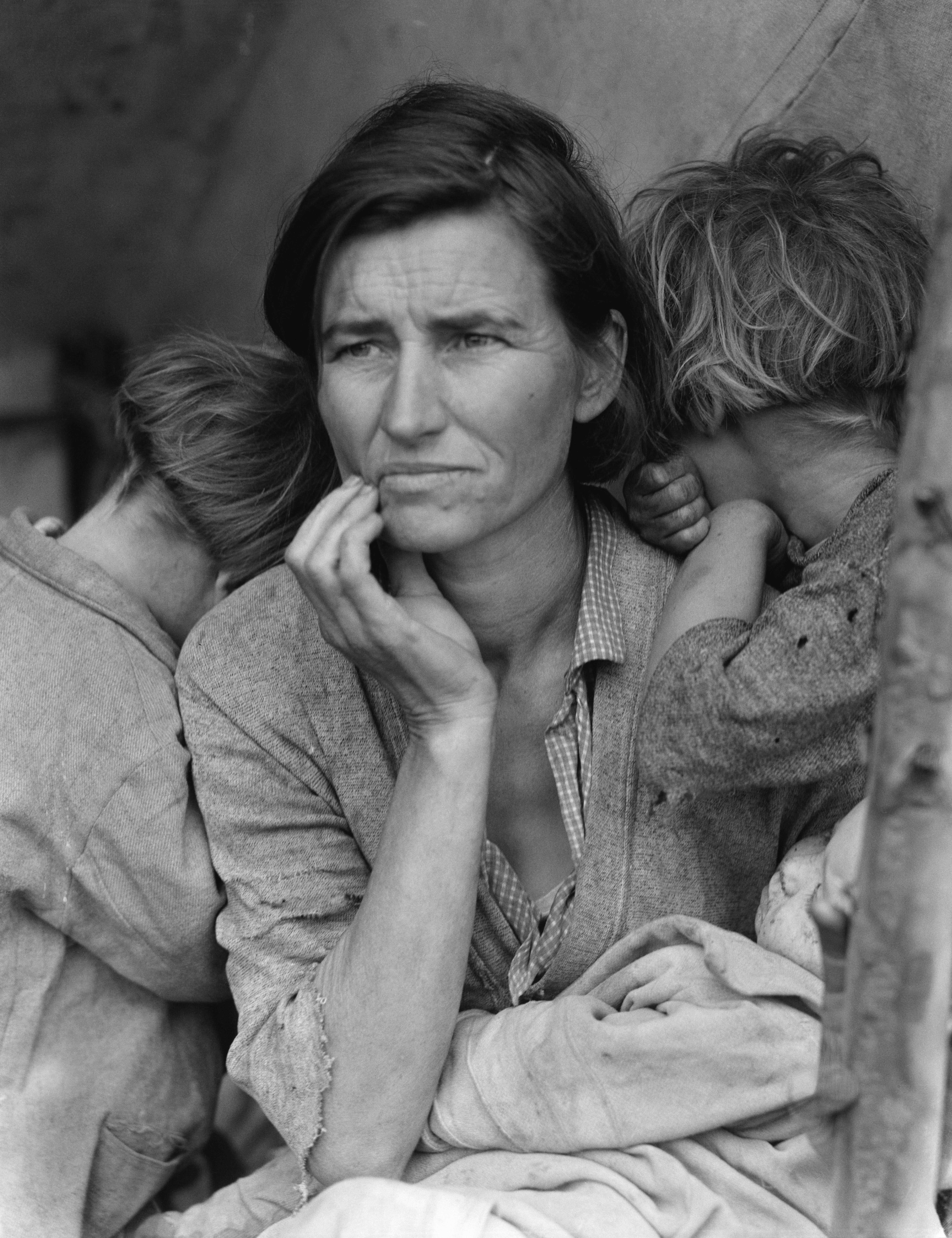
Fotografia Migrant Mother a artistei Dorothea Lange. Este imaginea unei sărace culegătoare de mazăre din California, Florence Owens Thompson, mamă a șapte copii. Martie 1936.

Marea criză economică a fost perioada crizei lumii capitaliste datorată supraproducției, între anii 1929 și 1933, caracterizată printr-o scădere dramatică a activității economice mondiale. Primele semne ale crizei s-au manifestat încă din anul 1928.
Criza economică a avut efecte devastatoare atât în țările industrializate, cât și în cele puțin dezvoltate, care depindeau în cea mai mare măsură de exporturile de materii prime. Nivelul comerțului mondial a scăzut rapid, au scăzut și veniturile personale, veniturile bugetare și profitul din afaceri. Orașele din întreaga lume au suferit puternic de pe urma crizei, în special cele care depindeau de industria grea. Activitatea în construcții a fost practic oprită. Zonele rurale au suferit de pe urma scăderii prețurilor produselor agricole cu 40 – 60%. Mineritul și exploatarea lemnului au avut probabil cea mai dramatică scădere, deoarece cererea scăzuse puternic, iar alternativele de reangajare a muncitorilor mineri sau forestieri în alte sectoare erau reduse.
Marea depresiune economică în diferite țări ale globului s-a încheiat în momente diferite. În majoritatea țărilor au fost concepute programe de refacere și cele mai multe au trecut prin diferite transformări politice, care le-au împins spre extremele dreaptă și stângă. Statele bazate pe democrația liberală au ieșit puternic slăbite din criză. Dictatori 
- precum Adolf Hitler - au ajuns la conducerea unora dintre cele mai puternice state și au pregătit condițiile politico-militare pentru declanșarea în 1939 a celui de-al Doilea Război Mondial.

## Începutul
Începutul marii crize economice în Statele Unite este asociat cu prăbușirea bursei de acțiuni din ziua de Joi (așa-numită Joia Neagră) 29 octombrie 1929.
Chiar și după Wall Street Crash din 1929, optimismul persistă de ceva timp. John D. Rockefeller a spus: "Acestea sunt zile când mulți sunt descurajați. În cei 93 de ani ai vieții mele, depresiunile au venit și au dispărut. Prosperitatea s-a întors întotdeauna și va reveni din nou". Piața bursieră s-a transformat în creștere la începutul anilor 1930, revenind la nivelurile de la începutul anului 1929 până în aprilie. Acest lucru era încă cu aproape 30% sub vârful din septembrie 1929.

### Indicatori economici
Schimbarea indicatorilor economici 1929-1932
|                       | Statele Unite ale Americii | Marea Britanie | Franța | Germania |
| --------------------- | -------------------------- | -------------- | ------ | -------- |
| Producție industrială | −46%                       | −23%           | −24%   | −41%     |
| Prețuri angro         | −32%                       | −33%           | −34%   | −29%     |
| Comerț extern         | −70%                       | −60%           | −54%   | −61%     |
| Șomaj                 | +607%                      | +129%          | +214%  | +232%    |

## Motive
Motivele Marii crize economice sunt disputate de economiști, existând mai multe teorii: teoria keynesiană, teoria monetaristă, teoria marxistă, teoria școlii austriece, teoria șocului supraproducției (creșterea masivă a productivității datorită electrificării) etc. 
La terminarea Primului Război Mondial relațiile economice naționale și internaționale s-au confruntat cu probleme ca: 
- dispariția unor resurse umane și de producție;
- emiterea banilor fără acoperire;
- haos în relațiile economice;
- supraproducție/respectiv scăderea dramatică a cererii;
- speculații la bursă;

## Izbucnire

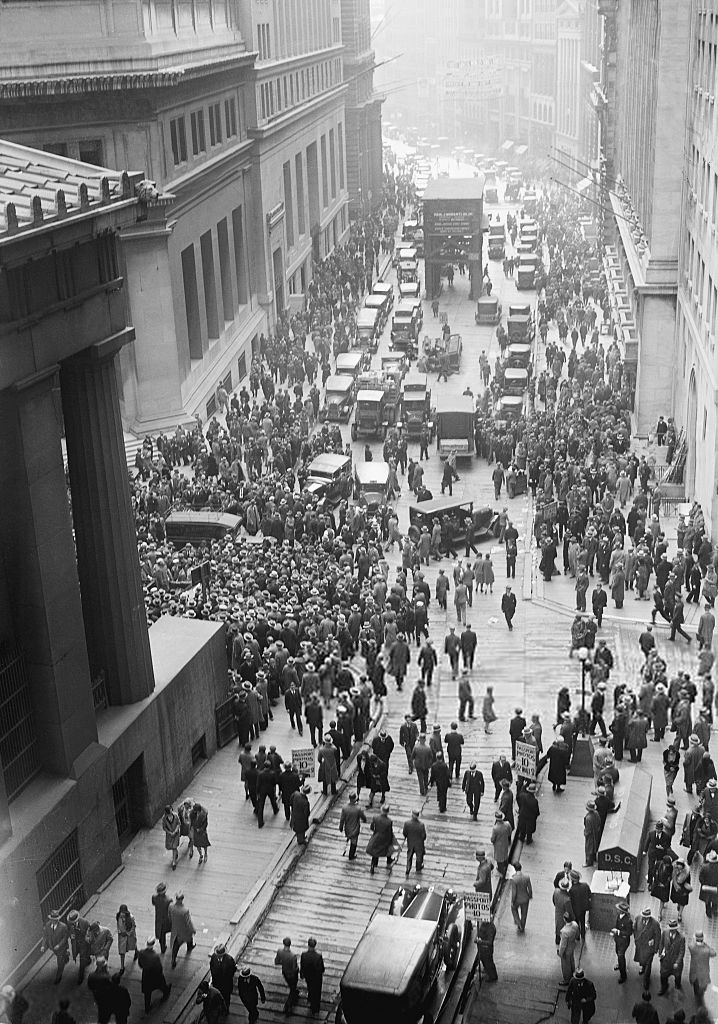
Lume adunată în fața bursei de la Wall Street după crahul bancar din 1929

Indicele Dow Jones în industrie, în perioada 1928–1930.

Prăbușirea bursei de pe Wall Street a avut loc din cauza speculațiilor din anii 1929 și a nereglementării sistemului bancar și bursier. Sute de mii de americani investeau la bursă în acțiuni dintre care multe nu valorau sumele pentru cât se tranzacționau. Mulți dintre jucătorii de bursă investeau bani împrumutați. Brokerii în mod regulat își împrumutau clienții mici investitori cu mai mult de două treimi din valoarea acțiunilor pe care le cumpărau clienții, astfel că peste 8,5 miliarde de dolari erau contabilizați ca împrumuturi, valoare care depășea cantitatea de bani care circula în SUA pe vremea aceea. Pentru faptul că valoarea nominală a acțiunilor creștea neîncetat, acest lucru a încurajat lumea să investească, sperând că valoarea acțiunilor cumpărate va crește, aducând astfel câștiguri. Astfel au apărut „bulele speculative”. După un vârf înregistrat la 3 septembrie 1929 de 381.17, la 24 octombrie 1929 indicele Dow Jones a scăzut (s-au spart bulele speculative). Bursa era caracterizată prin faptul că, datorită panicii, toată lumea dorea să-și vândă acțiunile și foarte puțini erau dispuși să cumpere acțiuni, astfel că valoarea acțiunilor a scăzut dramatic.

## Criza

Producția industrială în SUA între anii (1928–1939)

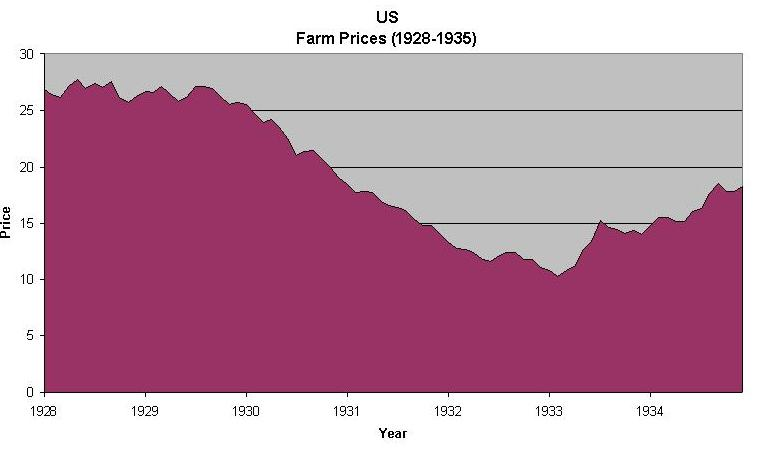
Evoluția prețurilor produselor agricole în SUA între anii (1928–1935)

O urmare a Crizei economice este creșterea rapidă a inflației și a șomajului. Mulți oameni au rămas fară un loc de muncă, fiind concediați, astfel de la 3,5 milioane de șomeri până la criză, au devenit 15 milioane în timpul crizei. Multe bănci au dat faliment, pentru că oamenii își retrăgeau banii depuși. Foarte multe întreprinderi au dat faliment, astfel venitul național SUA a scăzut cu aproximativ 30%.